# Колокотронис, Георгиос
Георгиос Колокотронис (греч. Γεώργιος Κολοκοτρώνης 1866—1913) — греческий офицер и революционер, участник Борьбы за Македонию и Балканских войн.

## Начало военной карьеры
Георгиос Колокотронис родился в 1866 году и был старшим сыном офицера Паноса Колокотрониса. Архистратиг и герой Греческой революции Теодорос Колокотронис приходился ему дедом. Георгиос — выпускник Военного училища эвэлпидов, по окончании которого был зачислен в пехоту. Принял участие в Критском восстании 1897 года и Греко-турецкой войне 1897 года.

## Македония
В феврале 1904 года Колокотронис был послан в принадлежащую тогда Османской империи Македонию, где сталкивались греческие и болгарские интересы, — возглавив разведгруппу офицеров, в которую входили Анастасиос Папулас, Александрос Кондулис и Павлос Мелас. Связниками были местные жители из числа «македономахамов»: Константинос Христу (Коте Христов), Павел Киру (Павел Киров), Николас (Лакис) Пирзас и др. В селе Чурилово разведгруппа встретилась с Киру и Пирзасом. В период между 16 и 25 марта офицеры группы Колокотрониса побывали в сёлах Габреш, Черновища, Руля, Ощима, Желево и Оровник, везде посещая школы и церкви, и раздавая местным грекофилам оружие.
По возвращении в Греческое королевство, разведгруппа подготовила доклад греческому правительству о перспективах организации политической и вооружённой борьбы в Македонии… Современный болгарский историк Г. Даскалов считает, что в своём докладе Кондулис и Мелас заявляли, что в Македонии имеются все условия для развития греческой военной пропаганды. Папулас и Колокотронис подготовили более сдержанный доклад. Они считали ситуацию в целом неблагоприятной для греков, ибо нелегко будет оттеснить болгар с занимаемых ими позиций в Македонии. Правительство и генеральный штаб приняли за основу тезисы Кондулиса и Меласа, что положило начало греческой вооружённой борьбе за Македонию.
Один из самых значительных участников Борьбы за Македонию, Константинос Мазаракис-Эниан, в своих мемуарах пишет, что Папулас и Колокотронис верили, что эллинизм в Македонии не будет спасён без организации и отправки в Македонию отрядов из Греции. Мелас, переоценивая возможности греческого населения Македонии, считал достаточной помощь оружием, боеприпасами и материальными средствами. Разногласия в тактической оценке были настолько острыми, что привели к поединку Меласа и Колокотрониса, окончившемуся, впрочем, без жертв. В итоге, Колокотронис и Мелас вернулись в Македонию, где последний погиб в бою с турками в октябре 1904 года.

## Первая Балканская война
В 1910 году Колокотронис получил звание полковника. Накануне Балканских войн, в Пирее был образован Отдельный полк из добровольцев с острова Крит, который номинально ещё был под юрисдикцией султана. В силу своих связей с Критом, ведущих своё начало с Критского восстания 1897 года, Колокотронис попросил и получил командование одним из батальонов полка. «1-й батальон критян», принял участие в Первой Балканской войне. При этом батальон был первым, вошедшим в освобождённый город Фессалоники, в день его покровителя Святого Дмитрия, 26 октября 1912 года. С 30 октября и до начала ноября 1912 года, во главе батальона, Колокотронис прошёл через полуостров Халкидики и занял Афон, который турки оставили без боя.

## Вторая Балканская война
Колокотронис, возглавляя батальон, принял участие в войне 1913 года против Болгарии, в составе 1/38 гвардейского (эвзоны) полка, под командование полковника Дионисия Пападопулоса.
Колокотронис, во главе своего батальона, принял участие в победном для греческого оружия сражении при Килкис-Лахана. Греческий главнокомандующий, Король Константин I, после поражений болгар на греческом фронте и видя что сербо-болгарский фронт встал, дал команду армии наступать в направлении столицы Болгарии, города София, несмотря на возражения премьер-министра Э. Венизелоса.
Греческая армия вошла в Кресненское ущелье и в результате трёхдневных боев 8-11 июля подошла к северному выходу из ущелья. В ходе сражения в Кресненском ущелье 12 июля 1913 года батальон принял участие в бое за высоту «1378» близ села Огняр-махала, где сошлись греческий 1-й полк эвзонов и болгарский полк царской гвардии. В бою за эту высоту погиб командир 9-го батальона эвзонов Иоаннис Велиссариу. Батальон Колокотрониса практически перестал существовать. Сам Колокотронис погиб в этом бою.
Высота «1378» была взята без боя подоспевшей 7-й дивизией и оставшимися в живых эвзонами 15 июля 1913 года. Болгары отступили, оставив открытой дорогу к Горной Джумае, которую греческая армия заняла на следующий день. Как писал впоследствии генерал Теодорос Пангалос, 1/38 полк эвзонов, включая батальон критян Колокотрониса, «закончил холокостом, на старой болгарской границе, свой славный боевой путь».
Колокотронис был похоронен на поле боя, на территории оставшейся согласно Бухарестскому мирному договору 1913 года в пределах болгарского государства. Его бюст установлен у мемориала сражения при Лахана, вместе с бюстами других офицеров батальона К. Либериса, И. Зитуниатиса и Г. Пападопулоса.
Единственный сын Г. Колокотрониса, Панос Колокотронис (наречённый в честь деда), стал генерал-лейтенантом греческой армии.